# Símbolo de Kronecker
Em  teoria dos números, o símbolo de Kronecker, escrito como {\displaystyle \left({\frac {a}{n}}\right)} ou (a|n), é uma generalização do símbolo de Jacobi para todos os inteiros n. Foi introduzido por Leopold Kronecker.

## Definição
Seja n um número inteiro não-nulo, com fatoração em números primos
{\displaystyle u\cdot {p_{1}}^{e_{1}}\cdots {p_{k}}^{e_{k}},}
onde u é uma unidade (i.e., u é 1 ou −1), e os pi são números primos. Seja a um inteiro. O símbolo de Kronecker (a|n) é definido como: 
{\displaystyle \left({\frac {a}{n}}\right)=\left({\frac {a}{u}}\right)\prod _{i=1}^{k}\left({\frac {a}{p_{i}}}\right)^{e_{i}}.}
Para números ímpares pi, o (a|pi) reduz-se simplesmente ao símbolo de Legendre. Mantendo o caso em que pi = 2. Define-se (a|2) por 
{\displaystyle \left({\frac {a}{2}}\right)={\begin{cases}0&{\mbox{se }}a{\mbox{ é par,}}\\1&{\mbox{se }}a\equiv \pm 1{\pmod {8}},\\-1&{\mbox{se }}a\equiv \pm 3{\pmod {8}}.\end{cases}}}
Como este estende o símbolo de Jacobi, a quantidade (a|u) é simplesmente 1 quando u = 1. Quando u = −1, é definido por 
{\displaystyle \left({\frac {a}{-1}}\right)={\begin{cases}-1&{\mbox{se }}a<0,\\1&{\mbox{se }}a\geq 0.\end{cases}}}
Finalmente, teremos que
{\displaystyle \left({\frac {a}{0}}\right)={\begin{cases}1&{\text{se }}a=\pm 1,\\0&{\text{em outro caso.}}\end{cases}}}
Estas extensões são suficientes para definir o símbolo de Kronecker para todos os inteiros  n.